# HD 6434 b
HD 6434 b (Eyeke) – planeta pozasłoneczna orbitująca wokół gwiazdy HD 6434 (Nenque). Jej masa minimalna wynosi 0,39 masy Jowisza, więc należy do gazowych olbrzymów. Jedno okrążenie gwiazdy zajmuje planecie jedynie 22 dni.

## Nazwa
Planeta ma nazwę własną Eyeke, oznaczającą „blisko” w języku indian z plemienia Waorani i odnosi się do niewielkiej odległości od gwiazdy centralnej. Nazwa została wyłoniona w konkursie zorganizowanym w 2019 roku przez Międzynarodową Unię Astronomiczną w ramach stulecia istnienia organizacji. Uczestnicy z Ekwadoru mogli wybrać nazwę dla tej gwiazdy. Spośród nadesłanych propozycji zwyciężyła nazwa Eyeke dla planety i Nenque dla gwiazdy.